# Ernst-Walter Hanack
Ernst-Walter Hanack (* 30. August 1929 in Kassel) ist ein deutscher Jurist.

## Leben
Er studierte Rechtswissenschaft in Marburg (1953 erste juristische Staatsprüfung, Promotion am 24. Juli 1957 an der Universität Marburg, 1958 zweite juristische Staatsprüfung). Nach der Habilitation 1961 in Marburg wurde er dort Privatdozent. 1963 wurde er ordentlicher Professor für Strafrecht, Prozessrecht, Kriminologie und Strafprozessrecht in Heidelberg und 1970 in Mainz.

## Schriften (Auswahl)
- Die strafrechtliche Zulässigkeit künstlicher Unfruchtbarmachungen. Marburg 1959, OCLC 902316018.
- Der Ausgleich divergierender Entscheidungen in der oberen Gerichtsbarkeit. Eine prozeßrechtliche Studie insbesondere zur Vorlegungspflicht und der Rechtsmittelzulässigkeit wegen Abweichung. Hamburg 1962, OCLC 258603438.
- Empfiehlt es sich, die Grenzen des Sexualstrafrechts neu zu bestimmen?. München 1968, OCLC 1070209959.
- Zur Revision des Sexualstrafrechts in der Bundesrepublik. Reinbek 1969, OCLC 720219929.